# 雷迪克冰原島峰
76°17′S 144°1′W / 76.283°S 144.017°W
雷迪克冰原島峰（英語：Reddick Nunatak）是南極洲的冰原島峰，位於瑪麗伯德地，屬於福特山脈中菲利普斯山脈的一部分，處於卡蓬山東北面15公里，美國地質調查局根據測量和該國海軍的空中照片繪入地圖，現時由南極條約體系管理。